# Partnerprogram
Partnerprogramnak (idegen kifejezéssel affiliate marketingnek) nevezzük azt az online reklámozási módszert, amikor egy terméket vagy szolgáltatást árusító partner jutalékot ajánl fel olyan partnerek számára, akik vevőket közvetítenek felé. A jutalék lehet a vásárlás után fix összegű vagy százalékban meghatározott, lehet továbbá egyszeri vagy ismétlődő jutalék (például havi elfizetéses szolgáltatás esetén).
A termék vagy szolgáltatás tulajdonos általában promóciós eszközök biztosításával segíti a partnerprogram működését, például:
- saját weboldal
- banner hirdetéssek
- előre megírt reklámszövegek
- előre megírt cikkek
- egyéb értékesítéshez használható grafikák

Egy partnerprogram technikai hátterét biztosíthatja egy partnerprogram hálózat vagy saját szoftver is. Ezek végzik el a partnerek szükséges azonosítását (árusító, közvetítő, vevő) a pénzügyi tranzakciókat és a jutalékok elosztását. Az azonosítás általában olyan kódolt linkek segítségével történik, amibe a rendszer minden szükséges információt elrejtett a tranzakció lebonyolításához.
CPA = Cost Per Action, más nevén PPF = Pay Per Performance = Egy akció ára azaz, akciókért fizet, egy meghatározott cél végrehajtása után: Pl. Minden regisztráció vagy eladás után. A CPA alkategóriái:
PPC = Pay Per Click = más néven CPC = Cost Per Click = Kattintásokért fizető hirdetés ( akár te fizetsz, akár neked fizetnek ).
CPM = Cost Per Mile = Cost Per Thousand = 1000 megjelenés ára. Ha te veszel 1000 megjelenést az kerülhet X$ CPM-be. Ha te jelenítesz meg 1000 bannert pl. akkor az hozhat Y$ CPM-et. Más nevén a CPM => CPT = Cost Per Thousand Impressions = Ezer megjelenés ára
eCPM = Effective CPM = konverziós arány alapján számolt érték pl. PPV és PPL alapján.
CPV = Cost Per Visitor = 1 látogató ára (más nevén Cost Per View, vagy PPV = Pay Per Visitor vagy Pay Per View)
CPL = Cost Per Lead = Egy olyan akció ára, mely eladáshoz vezethet. Tehát bármi ami nem eladás, nem kerül pénzbe, de valami akció, pl. regisztráció.
CPS = Cost Per Sale = PPS = Pay Per Sale = CPO = Cost Per Order = Eladásonkénti jutalék
PTP = Paid To Promote = Neked fizetnek minden egyes ilyen link megjelenítéséért , általában CPM-ben adják meg azt, hogy mennyit.
PPI = Pay Per Instal = Program telepítésenként fizet